# كريات هالوم

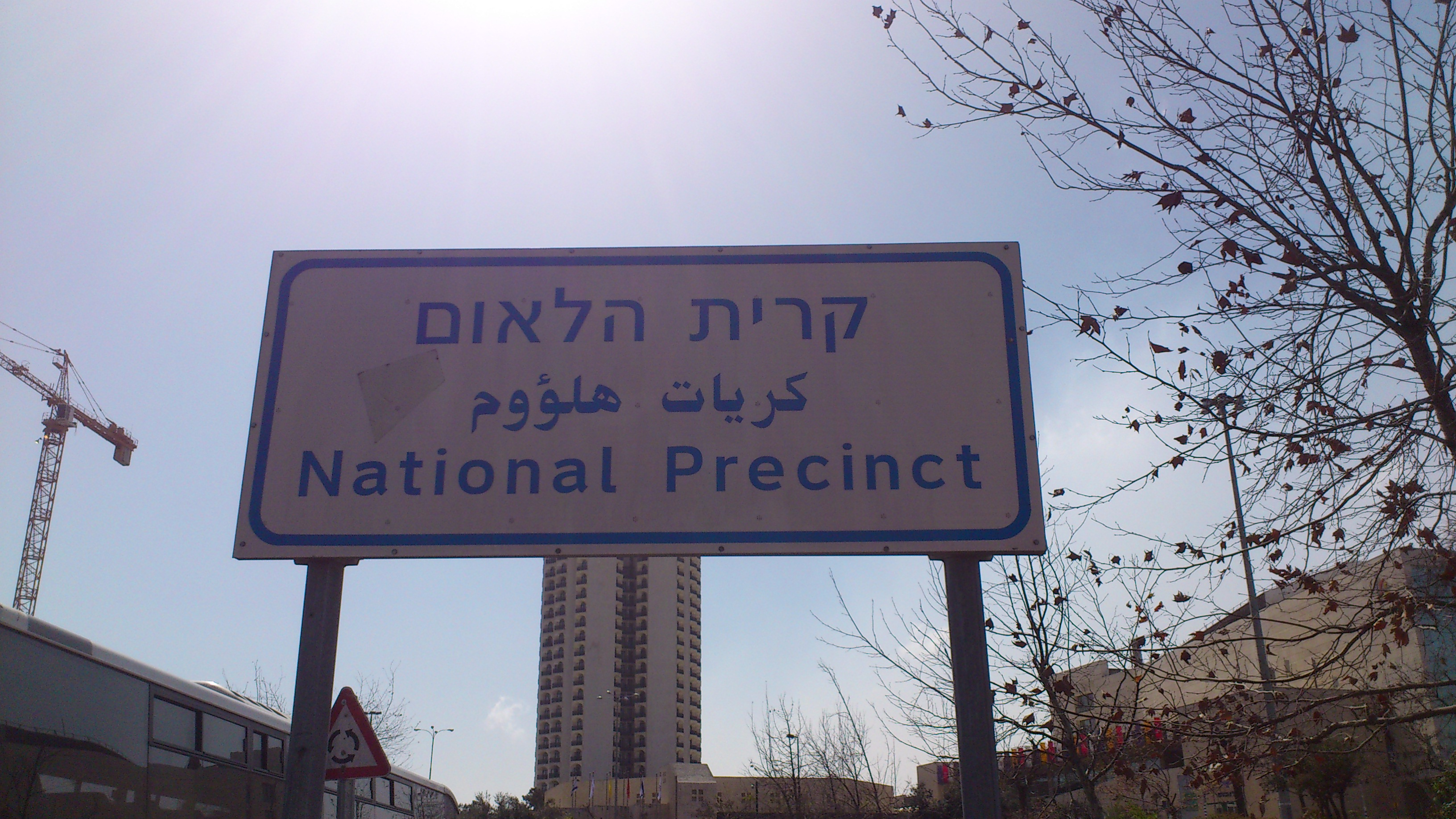
كريات هالوم

كريات هالوم( (بالعبرية: קריית הלאום‏) )، المعروف أيضا باسم كريات هاوما HaUma ( (بالعبرية: קריית האומה‏) ) والمشار إليه باللغة الإنجليزية بالحي الوطني National Quarter،  هو الملصق الرسمي لمجمع في وسط القدس يضم كريات هامشلا (الدائرة الحكومية) ، الكنيست (البرلمان) ، حديقة ساشر، حديقة مينورا، حديقة وول روز بارك ومركز مؤتمرات بنياني هاوما. كان يُنظر إليه تقليديًا على أنه الجزء الشمالي من حي جفعات رام.

## ملخص المشروع
بدأ المشروع في التسعينيات  ومن المقرر أن يشمل المجمع جميع المؤسسات الحكومية في دولة إسرائيل . ويضم حاليًا بنك إسرائيل ، ومتحف بلومفيلد للعلوم ، ووزارة الداخلية ، ووزارة المالية ، ومكتب رئيس الوزراء والمحكمة العليا . ستضم المباني المستقبلية المحفوظات الوطنية والمعرض الوطني والمكتبة الوطنية ، بالإضافة إلى المباني الجديدة للمقر الوطني للشرطة ومكاتب مراقب الدولة . سيتم بناء دار الضيافة الرسمية للدبلوماسيين (مثل Blair House في واشنطن العاصمة ) بجوار مركز مؤتمرات Binyenei HaUma .
يهدف المشروع إلى الانتهاء في غضون 20 عامًا.[محل شك] تشمل الخطط أيضا بناء كيكار HaLeom، وهو مربع مجاورة لمكتب رئيس الوزراء، فضلا عن شارع وطني وطني يؤدي إلى الساحة. روفا ميفو حائر هو مشروع لبناء مدخل رئيسي جديد للقدس يمتد من منطقة كريات هالوم شمالاً حتى مدخل المدينة من الطريق السريع 1 .
في عام 2010 ، وقعت الحكومة الإسرائيلية اتفاقية مع شركة معمارية هولندية يجب أن تخطط للمنطقة بأكملها في عملية مدتها 20 عامًا. في نفس الوقت وقعت الحكومة اتفاقية مع المهندسين المعماريين الإسرائيليين لمشروع ربط مدخل المدينة إلى الجهة الشمالية من كريات هالوم.

## الساحة الوطنية
A جديد مربع ومن المقرر أن يبنى بجوار مكتب رئيس الوزراء الجديد مع الطريق الجديد الذي سوف يكون «شارع القومي». من المخطط أن تكون الساحة موقعًا للآثار الوطنية والرموز الوطنية. كما أنه سيكون بمثابة ساحة اجتماعات للاستعراضات الوطنية.

## مبنى وقوف السيارات بالميدان الوطني
تم افتتاح مبنى جديد في عام 2004 لتوفير أماكن لوقوف السيارات لـ 1800 موظف حكومي ودبلوماسي. يضم المبنى مركزًا للشرطة ومحطة إطفاء وبنكًا وفرعًا محليًا لمجلس إسرائيل الجميلة المخطط له ليكون مركزًا تعليميًا للدراسات البيئية.

## روابط خارجية
- - Kiryat HaLeom in WikiMapia
  - Kiryat HaLeom project in Archijob website
  - the National Square project in Kolker-Epstein architects website